# 醜兵鯰
醜兵鯰，為輻鰭魚綱鯰形目美鯰科的其中一種，為熱帶淡水魚。分布於南美洲法屬圭亞那Oyapock河及沿岸淡水流域，體長可達6.3公分，棲息在沙泥底質的溪流底層水域，生活習性不明。

## 扩展阅读
維基物種上的相關：醜兵鯰